# Гат (муниципалитет)
Гат (араб. غات‎) — административный район в Ливии. Административный центр — город Гат. Площадь — 68 482 км². Население — 23 518 человек (2006 г.).

## Географическое положение
На юге Гат граничит с Нигером, на западе с Алжиром. Внутри страны Гат граничит со следующими муниципалитетами:
- На севере: Вади-эш-Шати.
- На востоке: Вади-эль-Хаят, Марзук.